# حاجی تپه
حاجی تپه مربوط به دوران‌های تاریخی پس از اسلام است و در شهرستان آبیک، روستای حاجی تپه واقع شده و این اثر در تاریخ ۱۷ اسفند ۱۳۸۱ با شمارهٔ ثبت ۷۶۰۳ به‌عنوان یکی از آثار ملی ایران به ثبت رسیده است.